# Christian Lorenz
Christian Lorenz, ps. Flake (ur. 16 listopada 1966 w Berlinie) – niemiecki klawiszowiec, członek zespołu Rammstein.

## Młodość
Christian był wychowywany w dzielnicy Prenzlauer Berg (obecnie Pankow, dzielnica Berlina), gdzie mieszka do tej pory i gdzie w drodze na próby zespołu, zawsze mija budynek swojej starej szkoły. Christian jest wyuczonym pianistą. Flake twierdzi, że wybrał grę na pianinie, ponieważ jego przyjaciel z czasów dzieciństwa grał na tym instrumencie od 3. roku życia. Jego rodzice wysłali go do szkoły muzycznej. Flake zaczynał, malując klawisze na parapecie i po półrocznych ćwiczeniach na namalowanych przez siebie klawiszach, jego rodzice zakupili mu za 100 wschodnioniemieckich marek pianino, które otrzymał w dniu swoich 15. urodzin. Lorenz jako młody chłopiec, uzależnił się od rock and rolla. Przerywał lekcje, by posłuchać płyt jazzowych należących do jego ojca. „Kiedy wstąpiłem do pierwszego zespołu”, wspomina Flake. „Zauważyłem że nie potrafiłem grać nowoczesnej muzyki. Nadal nie potrafię!” W wieku 16 lat odbył przyuczenie do zawodu jako narzędziowiec. Pracował jako sprzedawca gazet, potem przy produkcji i sprzedaży zwojów elektrycznych.

## Kariera muzyczna

### Feeling B
W 1983 roku, szesnastoletni Lorenz, zaczął grać w zespole Feeling B wraz z Paulem Landersem i Aljoschą Rompe, Szwajcarem mieszkającym we wschodnim Berlinie. W zespole Christian spędził 10 lat. Zespół Feeling B rozpoczynał karierę znajdując się w niszy podziemnej sceny punkowej. Z czasem popularność zespołu gwałtownie wzrastała, była to jedna z najbardziej szanowanych i wpływowych niemieckich grup pomimo jej podziemnego charakteru. W początkowych latach swojej muzycznej kariery, Flake dzielił jeden apartament z Paulem Landersem. W przerwach między koncertami, Landers i Flake sprzedawali na czarnym rynku zrobione przez siebie kurtki wykonane z pociętych pościeli i fartuchów. Dwie sprzedane kurtki na miesiąc przynosiły w owym czasie pieniądze równe przeciętnej pensji pracowniczej. „Było całkiem łatwo zarabiać na życie; nie pracując i trzymając się z dala od problemów. wspomina Landers. „Problemy były tylko wtedy, kiedy cię złapali.” Grupa Feeling B została rozwiązana w środku lat 90. Członkowie zespołu zbierali się jeszcze, by grać okazjonalnie na pojedynczych festiwalach, do śmierci Aljoschy Rompe, który zmarł w listopadzie 2000 roku wskutek ataku astmy. Wydano książkę opisującą karierę zespołu.

### Rammstein
W 1994 roku Till Lindemann, Richard Kruspe, Oliver Riedel i Christoph Schneider wzięli udział w konkursie organizowanym przez senat Berlina, który wygrali. Wygrana umożliwiała profesjonalne nagranie czterech utworów. Do zespołu dołączył Paul Landers, a na końcu Flake, który początkowo był niechętny w kwestii dołączenia do grupy. Uważał, że będzie ona zbyt nudna. Ostatecznie jednak wstąpił do zespołu, który rozpoczął pracę nad swoim debiutanckim albumem. Flake jest prawdopodobnie najbardziej znany ze swojej roli w kontrowersyjnej, koncertowej inscenizacji do utworu „Buck dich”, w której wraz z wokalistą symulują stosunek płciowy przy użyciu sztucznego penisa.
23 września 1998 roku w Worcester, w stanie Massachusetts. Lindemann wraz z klawiszowcem zostali aresztowani i oskarżeni o nieobyczajne zachowanie na scenie. Według oświadczenia sierżanta policji z Worcester, Thomasa Raduli: „Lindemann symulował na scenie seks z innym członkiem zespołu, używając do tego fallicznego obiektu który tryskał wodą w publiczność. Lorenz i Lindemann spędzili noc w areszcie, z którego zostali zwolnieni po wpłaceniu kaucji. „Buck dich” nie jest jedyną znaną rolą klawiszowca. W 2002 roku, Flake „surfował” w pontonie na rękach fanów, w czasie wykonywania utworu „Seemann”. Oliver zmienił go tym samym roku. Według Flake’a zmiana wynikała z często odnoszonych kontuzji. W 2001 roku, w czasie koncertu w St. Petersburgu, Flake wypadł z pontonu przechylonego przez fanów i został rozebrany do naga. Mimo tego incydentu wrócił do „surfowania” podczas wykonywania piosenki „Haifisch”, w 2009 roku, w czasie trasy promującej album Liebe ist für alle da. Przy koncertowym wykonaniu „Mein Teil”, Flake jest gotowany w wielkim kotle przy użyciu miotacza ognia przez Tilla. Lorenz tańczy podczas piosenki „Weisses Fleisch”. W teledysku do singla „Keine Lust”, jeździ na elektrycznym wózku inwalidzkim, w teledysku „Benzin” gra skoczka samobójcę, zaś w „Ich will” do Flake’a jest przywiązana bomba, która wybucha pod koniec. W klipie do piosenki „Pussy”, Flake gra obojnaka o imieniu Heeshie. Flake także ukazuje nam swoje zdolności wokalne w coverze piosenki „Pet Sematary” zespołu Ramones. Podczas koncertu w Göteborgu, 30 lipca 2005 roku, Till Lindemann odniósł kontuzję kolana kiedy to Flake przypadkowo wjechał w niego segwayem w czasie wykonywania piosenki „Amerika”. To skutkowało odwołaniem zaplanowanych koncertów w Azji. W 2005 roku, Lorenz zachorował na świnkę, czego skutkiem było również odwołanie koncertów tym razem w Ameryce Południowej. W styczniu 2012 roku, Flake wraz z Lindemannem, udzielili wywiadu Samowi Dunnowi, antropologowi heavy metalu dla VH1 Classic na potrzeby serii Metal Evolution, w odcinku pt. „shock rock”. Zgoda na wywiad była nie lada niespodzianką ze względu na nikłość udzielanych wywiadów w Ameryce Północnej.

## Życie prywatne
Christian ma starszego o 4 lata brata. Był raz rozwiedziony i ma piątkę dzieci. Dwóch synów i trzy córki, jedną o imieniu Anna. 12 września 2008 roku, Flake ożenił się ponownie z Jenny Rosemeyer, niemiecką artystką, której gwizd został użyty w piosence „Roter Sand”. Trzydniowe wesele, na którym zagrał niemiecki zespół Knorkator, odbywało się w posiadłości Lorenza w Liebenwalde. Nie ma wiele informacji o jego życiu prywatnym, ponieważ stara się je utrzymywać w tajemnicy. Ryzykowne momenty w zespole, określa jako zimny prysznic „Nie jest to miłe, ale po wszystkim ma się dobre samopoczucie. Flake jest ateistą, jak sam mówi: Potępiam wszelkie religie, które są stworzone w sztywnych instytucjach. Uważam też, że religijny fanatyzm i praca misyjna są niebezpieczne. Lorenz ma też pewną niechęć w stosunku do Ameryki, którą określa mianem „chorego i dekadenckiego kraju bez jakiejkolwiek kultury. Lubi słuchać zespołów takich jak: Einstürzende Neubauten, Die Ärzte, Element of Crime, Coldplay, Placebo, Johnny Cash, PJ Harvey, System of a Down, Ministry, The Prodigy. Raz wspomniał, że chciałby być szóstym Rolling Stones’em. Flake jest malarzem amatorem, lubi klasyczne auta, ma mercedesa i był zaangażowany w biznesie wypożyczalni zabytkowych aut. 5 października 2005 pojawił się w Deutsche Welle, gdzie został zapytany o to co czuł po zjednoczeniu Niemiec, odpowiedział, że wolał życie w tamtym okresie: „Nawet jeśli NRD by przetrwało, nadal byłbym muzykiem. Zwiększony rozmiar świata również przyniósł za sobą niebezpieczeństwo bycia porównywanym do wszystkich międzynarodowych artystów. Zespoły które znajdowały się na wschodzie, były jedynymi. Jeśli odniosłeś sukces tam, byłeś spełniony. Brakuje mi tej prostoty. Wchodziłeś do baru po piwo, dostawałeś piwo! Nie pytali czy chciałeś z pianą czy bez, z pianą na wierzchu czy dnie. To wszystko działa mi na nerwy, te wszystkie wybory których nie chcę.
W listopadzie 2011 roku dom Lorenza został podpalony. Policji udało się zatrzymać i zidentyfikować 28-letniego notowanego, podpalacza, któremu w czasie ucieczki przydarzył się wypadek samochodowy w pobliżu domu Flake’a.

## Inna twórczość
15 marca 2015 roku ukazała się autobiografia Lorenza zatytułowana Der Tastenficker: An was ich mich so erinnern kann, która została wydana przez berlińskie wydawnictwo Schwarzkopf & Schwarzkopf.

## Pseudonimy
Christian Lorenz posługuje się pseudonimami „Flake” (płatek) i „Doktor”. Pseudonim „Flake” przyległ do niego już w dzieciństwie z serii kreskówek „Wickie, syn wikingów, zaś Doktor pochodzi z czasów, kiedy Christian chciał zostać chirurgiem, ale nie był w stanie studiować wskutek odrzucenia służby we wschodnioniemieckim wojsku. 16 grudnia 2000 roku w wywiadzie, zakomunikował, że „Flake” to jego pseudonim główny.

## Dyskografia
- Hanzel und Gretyl – Intermission (2003, gościnnie)

## Filmografia
- xXx (2002, jako on sam, film fabularny, reżyseria: Rob Cohen)[4]
- Anakonda im Netz (2006, jako on sam, film dokumentalny, reżyseria: Mathilde Bonnefoy)[5]